# Marchigiana
La Marchigiana è una razza bovina tipica della regione Marche. Un tempo utilizzata solo per il lavoro, deriva da incroci di bovini di ceppo Podolico non migliorati, con soggetti di razza Chianina e Romagnola.
Grazie ai progenitori di origini asiatiche, questa razza è dotata di un'elevata adattabilità a condizioni ambientali difficili. Dei progenitori di razza Chianina, è evidente il caratteristico mantello bianco (tendente al grigio), collo corto nei tori e corna incurvate in avanti. Dei progenitori di razza Romagnola, invece, presenta mole poco eccessiva al garrese, arti abbastanza brevi e robusti, fronte larga, tronco quasi cilindrico, groppa ampia, addome molto sviluppato e torace rotondeggiante.
È dotata di notevole fertilità, spiccate attitudini alla produzione di carne, ottima precocità e buona resa alla macellazione. Per la sua rusticità, è particolarmente adatta al pascolo, in zone collinari e montane.
Essendo un bovino di taglia piuttosto elevata, a 14-16 mesi può arrivare ai 600-700 kg di peso, con rese al macello del 60-65%; i vitelli nascono, in media, sui 50-55 kg.